# Sinar Jaya (Air Manjunto)
Sinar Jaya is een bestuurslaag in het regentschap Muko-Muko van de provincie Bengkulu, Indonesië. Sinar Jaya telt 866 inwoners (volkstelling 2010).